# 选择函数
選擇函數是一個函數f，其定義域X為一堆非空集合組成的集合，且對每一個在X內的S，均有f(S)∈S。換句話說，f會在X的每一集合中恰好選取一個元素。
選擇公理（AC）斷言，每一非空集合組成的集合都會有一選擇函數。另一較弱的選擇公理－可數選擇公理（CC）則斷言每一非空集合組成的可數集合都會有一選擇函數。但無論如何，即使沒有AC或CC，某些集合還是可以有選擇函數。
- 若X為一非空集合組成的有限集合，則可以建立一選擇函數，由每一個X的元素內選取一個元素。這只需要做有限多次的選擇，所以不需要用到AC或CC。

- 若X的每一元素都是非空的良序集，則可以由每一個X的元素中選取其極小元。如此，或許需要有無限多次的選擇，但我們有明確的選擇規則，所以也不需要AC或CC。分辨「良序」和「可良序」是很重要的：當X的元素都是可良序的，那麼我們需要選取每一元素的一良序，而這又可能需要無限多次隨意的選擇，因此需要有AC（或CC，若X為可數無限）。

- 若X的每一元素都是非空集合，且其聯集{\displaystyle \bigcup X}為可良序的，則有可能可以選擇一此聯集的良序，且給X內每一元素誘導出相應的良序，如此一個選擇函數就可以如前述例子一樣地存在。在此一例子裡，可以只做一次選擇便決定X內每一元素的良序，故不需要AC或CC。（此一例子表示出若良序定理成立，即每一集合若皆可良序的話，則AC成立。其逆命題亦為真，但並不那麼顯然。）